# Họ Trăn đảo
Họ Trăn đảo, danh pháp khoa học Bolyeriidae, là một họ rắn bản địa của Mauritius và các đảo xung quanh nó, đặc biệt là đảo Round (Ronde). Trong quá khứ chúng cũng xuất hiện trên đảo Mauritius, nhưng đã bị biến mất do sự xuất hiện của con người và tìm kiến thức ăn cho lợn. Các loài rắn này trước đây được xếp vào họ Boidae, nhưng hiện được tách thành một họ riêng. Hiện họ này có 2 chi đơn loài được công nhận nhưng chỉ có 1 loài còn sinh tồn.